# Igor de Schotten
 (juillet 2009).
Si vous disposez d'ouvrages ou d'articles de référence ou si vous connaissez des sites web de qualité traitant du thème abordé ici, merci de compléter l'article en donnant les références utiles à sa vérifiabilité et en les liant à la section « Notes et références ».
Igor de Schotten (17 décembre 1922 à Paris - 13 novembre 2007 à Paris) est une figure de la Résistance française lors de la Seconde Guerre mondiale.
Il a notamment organisé et conduit le défilé étudiant remontant les Champs-Élysées et déposé une Croix de Lorraine au pied de l'Arc de triomphe, le 11 novembre 1940, malgré l'interdiction des autorités.
Il a pour cela été nommé chevalier de Légion d'honneur le 11 novembre 1980, puis promu officier, le 31 décembre 1999.
Il a présidé l'association des résistants du 11 novembre 1940 jusqu'à son décès.
Igor de Schotten était le gendre de Paul Planus, fondateur du premier cabinet de conseil en organisation en France.

## Distinctions
- Officier de la Légion d'honneur (1999).
- Chevalier de l'ordre national du Mérite.
- Croix du combattant volontaire.